# Carica topologica
La carica topologica, detta anche indice di Pontryagin, è una quantità legata alla struttura dello spazio. Si conserva al pari di una qualsiasi carica fisica. È usata per descrivere particolari transizioni di fase.
Supponiamo di avere due iper-sfere in un sistema a d dimensioni, di cui la seconda è la trasformata, attraverso un qualche operatore matematico, della prima. La carica topologica dirà quanti giri farà un meridiano (o un parallelo) sulla seconda sfera sotto l'azione dell'operazione di rotazione di un giro applicata allo stesso meridiano (parallelo), ma sulla sfera non trasformata.
Matematicamente, la carica topologica, ad esempio in due dimensioni, può essere descritta dalla formula seguente:
{\displaystyle Q_{xy}={\frac {1}{4\pi }}\int \operatorname {d} ^{2}r\left({\hat {\Omega }}\partial _{x}{\hat {\Omega }}\times \partial _{y}{\hat {\Omega }}\right)}
dove Ω è il campo caratteristico del sistema studiato.